# Arroyo Chuy (Cerro Largo)
El arroyo Chuy, conocido también como Chuy del Tacuarí, es un pequeño curso de agua uruguayo que atraviesa el departamento de Cerro Largo, perteneciente a la cuenca hidrográfica de la laguna Merín.
Nace en la Cuchilla Grande y desemboca en el río Tacuarí.
En su recorrido se encuentra con la antigua Posta del Chuy, un sitio histórico ubicado próximo a Melo, hoy convertido en museo.